# Pursat (Provinz)
Die Provinz Pursat (Khmer ខេត្តពោធិ៍សាត់,  IPA: [poː sat]) liegt im Südwesten Kambodschas, ihre Provinzhauptstadt heißt ebenfalls Pursat.

## Verwaltung
Die Provinz wird in diese sechs Bezirke unterteilt:
| Geocode | Khmer     | Bezirksnamen  |
| ------- | --------- | ------------- |
| 1501    | ស្រុកបាកាន    | Bakan         |
| 1502    | ស្រុកកណ្តៀង   | Kandieng      |
| 1503    | ស្រុកក្រគរ   | Krakor        |
| 1504    | ស្រុកភ្នំក្រវាញ | Phnum Kravanh |
| 1505    | ក្រុងពោធិ៍សាត់   | Pursat Town   |
| 1506    | ស្រុកវាលវែង   | Veal Veaeng   |

## Statistik
Pursat hat 419.952 Einwohner (Stand: Zensus 2019). 2008 betrug die Einwohnerzahl etwa 397.000 (1998: 360.500) auf einer Fläche von 12.692 km². Im Jahre 2017 wurde die Einwohnerzahl auf 459.700 geschätzt.